# Komeetstaartvlinder
De komeetstaartvlinder (Argema mittrei) is een nachtvlinder uit de familie van de Saturniidae. 

## Kenmerken
De vlinder heeft een spanwijdte van ruim 20 centimeter. De staarten van de mannetjes kunnen tot 15 centimeter lang worden. 

## Leefwijze

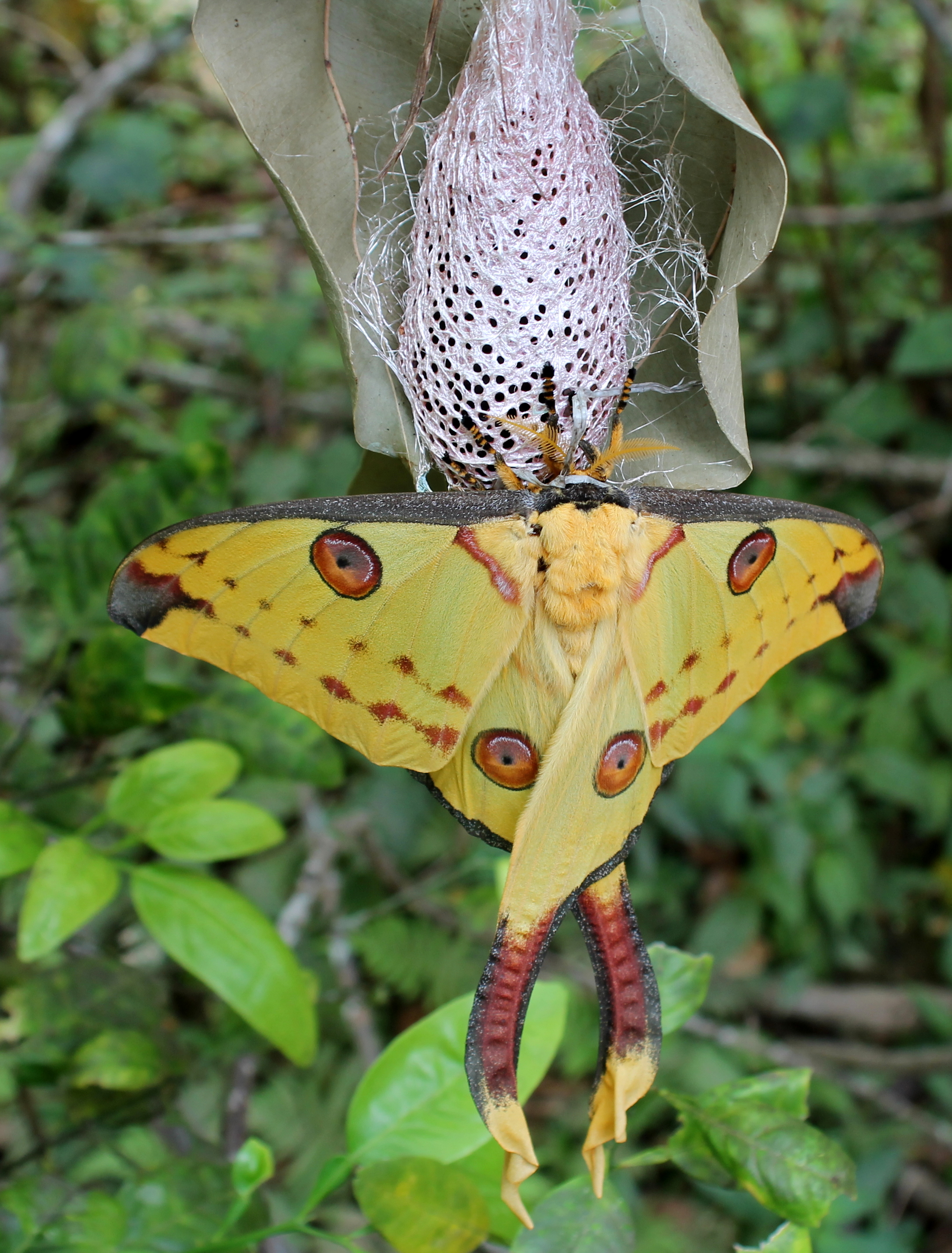
Volwassen exemplaar op een cocon

De soort eet alleen in de rupsfase. De rups is in de eerste fase lichtgroen met zwarte haartjes en heeft een lichtbruine band in het midden van het lijf. Verder prefereert de rups zachte bladeren van Eucalyptus gunni, wat het moeilijk maakt om hem in gevangenschap groot te brengen. In de laatste vervelling is de rups fel donkergroen. De cocon is zilverachtig van kleur en heeft gaten die ervoor zorgen dat bij een tropische regenbui de cocon niet vol water loopt. De volwassen vlinder heeft geen mond en kan niet eten. Hierdoor leeft deze ongeveer vijf dagen.

## Verspreiding en leefgebied
De soort is endemisch in Madagaskar, maar wordt daarnaast gepresenteerd in vlindertuinen, bijvoorbeeld in Artis, Blijdorp en de Berkenhof. Deze drie proberen tot een kweekprogramma te komen.